# Sutivan
Sutivan je naselje in pristanišče na otoku Braču (Hrvaška) in tudi edino naselje istoimenske občine Sutivan, ki spada v Splitsko-dalmatinsko županijo.
Sutivan, tudi Stivan, leži ob Bračkem kanalu (Braški preliv) nasproti Splita na severni strani otoka, na koncu manjšega zaliva. Obala v samem naselju je urejena z nasadi borovih dreves, plaža pa je peščena.

## Zgodovina
Vzdolž severnega zidu baročne cerkve sv. Ivana iz 1579 so ohranjeni temelji starokrščanske cerkve iz 6. stol. K cerkvi sv. Ivana je bil kasneje prizidan zvonik, delo kiparja Petra Pavla Bartapelle. Na obali je graščina s sončna uro iz leta 1772, katere lastniki so bili lokalni veljaki Marjanovići. V arhitektonskem pogledu so zanimiva renesančno utrjena hiša družine Natali - Božičević iz leta 1505, baročna počitniška hiša pesnika Jerolima Kavanjina in hiša Defins v kateri je zbirka pohištva in umetniških 
predmetov iz 19. stoletja.

## Demografija
| Pregled števila prebivalcev po letih | Pregled števila prebivalcev po letih | Pregled števila prebivalcev po letih | Pregled števila prebivalcev po letih | Pregled števila prebivalcev po letih | Pregled števila prebivalcev po letih | Pregled števila prebivalcev po letih | Pregled števila prebivalcev po letih | Pregled števila prebivalcev po letih | Pregled števila prebivalcev po letih | Pregled števila prebivalcev po letih | Pregled števila prebivalcev po letih | Pregled števila prebivalcev po letih | Pregled števila prebivalcev po letih | Pregled števila prebivalcev po letih |
| ------------------------------------ | ------------------------------------ | ------------------------------------ | ------------------------------------ | ------------------------------------ | ------------------------------------ | ------------------------------------ | ------------------------------------ | ------------------------------------ | ------------------------------------ | ------------------------------------ | ------------------------------------ | ------------------------------------ | ------------------------------------ | ------------------------------------ |
| 1857                                 | 1869                                 | 1880                                 | 1890                                 | 1900                                 | 1910                                 | 1921                                 | 1931                                 | 1948                                 | 1953                                 | 1961                                 | 1971                                 | 1981                                 | 1991                                 | 2001                                 |
| 1556                                 | 1666                                 | 1798                                 | 1880                                 | 1746                                 | 1505                                 | 1624                                 | 962                                  | 713                                  | 704                                  | 641                                  | 584                                  | 601                                  | 641                                  | 759                                  |